# Lichara
La lichara es una especie de flauta que se usaba en la antigua colonia británica de la Cafrería, Sudáfrica. Solo produce un sonido, pero la reunión de varios instrumentos de esta clase constituía una orquesta para los habitantes de esa región. La lichara se afina por medio de un tapón movible colocado en una abertura transversal que hay en uno de los extremos del instrumento.